# Алексич, Сека
Светлана Алексич Пилькич (серб. Светлана Алексић Пиљикић, Svetlana Aleksić Piljikić), более известна как Сека Алексич (серб. Сека Алексић, Seka Aleksić) (род. 23 апреля 1981, Зворник, СР Босния Герцеговина, СФРЮ) — сербская поп-фолк-певица, актриса и дизайнер.

## Биография
Светлана Алексич родилась в городе Зворник, она была вторым ребёнком в семье, её отец Милорад Алексич серб работал машинистом в посёлке Каракай, а мать Ибрима (до замужества Рамич) боснийка, работала сотрудником футбольного клуба Дрина. Её родители развелись когда ей было 7 лет и осталась жить с матерью. Когда началась война в 1992, Светлана вместе с мамой, братом и отчимом сбежали Баня-Ковиляча, а через год переехали в село Липолист вблизи города Шабац.
До карьеры она пела в различных кафе и ресторанах. Затем поехала в Швейцарию, где она пела в клубах и дискотеках в течение двух лет. Потом переехала в город Биелина. Подписала контракт с звукозаписывающей компанией Grand Production. В 2002 году она выпустила дебютный альбом Идеално твоја (серб. В идеале). В том же году состоялось первое выступление на фестивале Моравские жемчуга (серб. Моравски бисери) в городе Чуприя. В 2005 году Светлана выпустила свою линию одежды Шошонка, в том же году выпустила третий студийный альбом Дођи и узми ме, через 2 года выпустила ещё одну линию одежды Queen, в честь названия четвёртого альбома Краљица.
В 2010 году Светлана дала сольный концерт в Белградской арене
В 2015 году Светлана разорвала контракт с компанией Grand Production и подписала контракт с другой компанией City Records.

## Личная жизнь
Светлана имеет двойное гражданство Сербии и Боснии и Герцеговины. В 2009 году начала встречаться с Вельком Пилькичем, а в 12 сентября 2010 года поженились. 24 сентября 2016 года Светлана родила сына Якова

## Дискография

### Студийные альбомы
- 2002 — Идеално твоја / В идеале
- 2003 — Балкан
- 2005 — Дођи и узми ме
- 2007 — Краљица / Королева
- 2009 — Случајни партнери / Случайные партнёры
- 2012 — Лом
- 2015 — Лек за спавање
- 2017 — Кома

### Сборники
- 2011 — Best of Seka

## Фильмография
- 2006 — Любовь, привычка, паника — Врела Нела
- 2006 — Мы не англы 3 — Рок-н-ролл наносит ответный удар — Смоквица
- 2013 — Смурфики 2 — Векси (сербская версия)